# Leucanimorpha tenebrifera
Leucanimorpha tenebrifera är en fjärilsart som beskrevs av Walker 1870. Leucanimorpha tenebrifera ingår i släktet Leucanimorpha och familjen nattflyn. Inga underarter finns listade i Catalogue of Life.